# Freimaurerei in Flensburg

Logenhaus, 1916

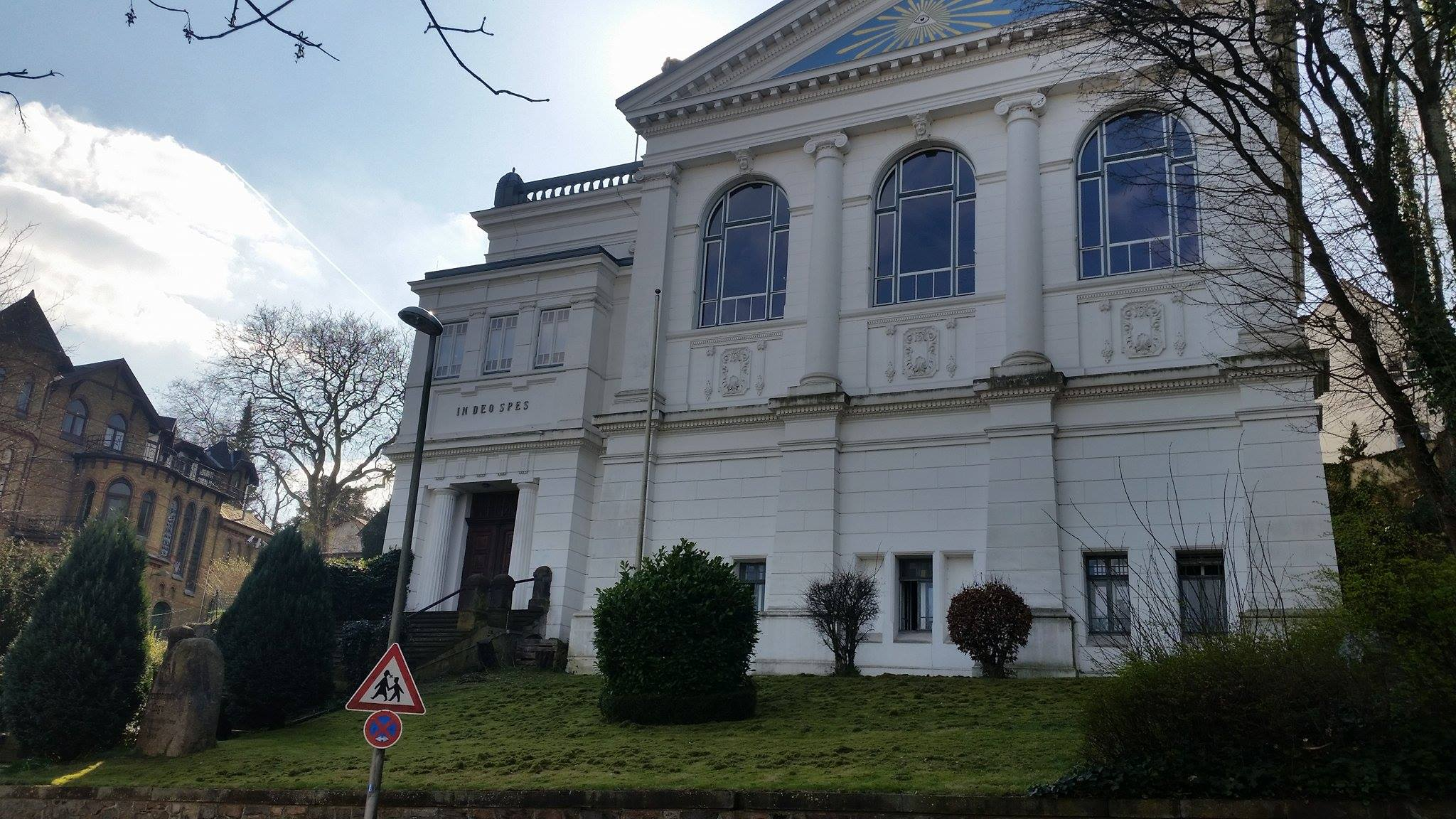
Logenhaus, 2017

Die Freimaurerei in Flensburg geht etwa auf das Jahr 1809 zurück. Die erste Logengründung in Flensburg erfolgte 1809 durch den Landgrafen Karl von Hessen-Kassel. Im Jahre 1863 wurde erneut eine Johannisloge unter dem Namen „Frederik“ gegründet. Der dänische König hatte angeordnet, dass sie in beiden Sprachen arbeiten sollte. Die Loge wurde aufgrund des Preußisch-dänischen Kriegs 1868 stillgelegt. 1868 wurde die Johannisloge „Wilhelm zur nordischen Treue“ gegründet. Sie war nach dem preußischen König und späterem Kaiser Wilhelm I. benannt. Die Andreas-Loge „Constantia“ in Flensburg erwarb 1873 die Gastwirtschaft „Bellevue“ für die Treffen der Logen.
Die „Wilhelm zur nordischen Treue“ errichtete in den Jahren von 1902 bis 1903 das Logenhaus Flensburg am Nordergraben 23. Um die Jahrhundertwende hatte die Loge „Wilhelm zur nordischen Treue“ mehr als 300 Mitglieder und in den 1920er Jahren über 250 Mitglieder. Im Umland von Flensburg entstanden weitere Logen, etwa in Apenrade, Hadersleben, Sonderburg im Norden, Kappeln, Husum und auf den Inseln im südlichen Landesteil Südschleswig.
1923 bildete sich das Kränzchen „Zur Freiheit und Bruderliebe“, die von der Kieler Freimaurerloge „Freie Nordmark“ unterstützt wurde, die der damaligen, irregulären Großloge „Freimaurerbund Zur Aufgehenden Sonne“ gehörte. Sie arbeitete in den Räumen des Guttemplerordens in der Flensburger Schloßstraße. Am 24. Juni 1930 schloss sich die daraus 1927 hervorgegangene Loge „Zur Freiheit und Bruderliebe“ der neu gegründeten, regulären „Symbolischen Großloge von Deutschland“ als Johannisloge „Leuchte im Norden“ im Orient Flensburg an.
Im Dritten Reich war die Freimaurerei verboten, die Logen wurden 1935 aufgelöst. Am 27. Dezember 1945 gestattete die amerikanische Militärregierung die Wiedereröffnung. Die erste rituelle Arbeit wurde am 23. Juni 1947 wieder aufgenommen. Die Loge „Wilhelm zur nordischen Treue“ erhielt im Dezember 1950 das Logenhaus zurück.
Zu den Mitgliedern der Loge „Leuchte im Norden“ zählte das Flensburger Stadtoberhaupt Friedrich Drews (1945 bis 1955). Sie besitzt aktuell 55 Mitglieder.
Im Juni 2014 gründete sich nach einer Vorlaufzeit mit der Loge Zu den Nordischen Rosen zudem eine Frauenloge, die sich im Logenhaus im Nordergraben versammelt und der Frauen-Großloge von Deutschland verbunden ist.